# Agome
Agome (französisch Agomé) ist der Name einer Ewe-Gruppe, mit dem in der Zeit Deutsch-Togos die überwiegend von ihnen besiedelte Landschaft in Togo bezeichnet wurde. Zuletzt war Agomé der Name eines Kantons in der Präfektur Kloto im Westen Togos.
Wie andere Ewe flohen die Agome aus Notsé in den Westen. Um 1700 sollen sie sich in fünf Gruppen gespalten haben, die jeweils eigene, neue Dörfer gründeten: Agomé-Tomégbé, Agomé-Kpodzi, Agomé-Kusuntu, Agomé-Yoh und Agomé-Kpalimé.
Die Deutschen bezeichneten mit Agome das Gebiet, in dem die meisten dieser Dörfer lagen. Die umgebenden Teile des Togogebirges wurden Agomegebirge genannt. Unter ihrer Kolonialherrschaft entwickelte sich Kpalime zum bedeutendsten Ort der Landschaft. Die koloniale Bezirksverwaltung residierte in Misahöhe, an der Passstraße nach Kpandu.
Der Kanton Agome umfasste alle fünf ursprünglichen Dörfer. Später wurde er in drei Kantone geteilt, die heute alle zur Präfektur Kloto gehören: Agomé-Yoh, Agomé-Tomégbé und Kpalimé.
Zwischen Volta, Mono und der Stadt Atakpame gibt es allerdings mehrere Orte mit dem Namen Agome, etwa den Unterlauf des Mono.